# Universidade do Sul de Santa Catarina
Die Universidade do Sul de Santa Catarina (UNISUL) ist eine Universität mit Sitz in Tubarão im brasilianischen Bundesstaat Santa Catarina.
Neben dem Hauptsitz in Tubarão gibt es Niederlassungen in Araranguá, Florianópolis und Palhoça.